# Lazar Mijušković
Lazar Mijušković (cyr. Лазар Мијушковић; ur. 24 grudnia 1867 we wsi Pješivci, zm. w 1936 roku w Belgradzie) – czarnogórski polityk, dwukrotny premier Czarnogóry.

## Życiorys
Urodził się we wsi Pješivci niedaleko Nikšicia. Ukończył studia inżynierskie w Paryżu na kierunku górnictwo. W służbie dyplomatycznej pracował od 1893 roku. W latach 1893–1902 pełnił funkcję konsula w Szkodrze. Od 3 czerwca 1903 do grudnia 1905 był ministrem finansów Księstwa Czarnogóry. 19 grudnia 1905 został premierem kraju i ministrem spraw zagranicznych. 24 listopada 1906 przestał być szefem rządu. Od 1908 roku był posłem Czarnogóry w Królestwie Serbii. Od 2 stycznia do 12 maja 1916 ponownie był premierem. Wraz z rządem udał się na uchodźstwo w 1916 roku.